# Lianhe Shuiku (reservoar i Kina, lat 23,30, long 113,91)
Lianhe Shuiku (kinesiska: 联和水库) är en reservoar i Kina. Den ligger i provinsen Guangdong, i den södra delen av landet, omkring 69 kilometer öster om provinshuvudstaden Guangzhou. Lianhe Shuiku ligger 56 meter över havet. Arean är 2,5 kvadratkilometer. I omgivningarna runt Lianhe Shuiku växer i huvudsak städsegrön lövskog. Den sträcker sig 3,5 kilometer i nord-sydlig riktning, och 2,8 kilometer i öst-västlig riktning.
Genomsnittlig årsnederbörd är 2 334 millimeter. Den regnigaste månaden är maj, med i genomsnitt 499 mm nederbörd, och den torraste är oktober, med 26 mm nederbörd.